# 样本空间
概率论中，样本空间是一个实验或随机试验所有可能结果的集合，而随机试验中的每个可能结果稱為样本点。通常用{\displaystyle S}、{\displaystyle \Omega }或{\displaystyle U}表示。例如，如果抛掷一枚硬币，那么样本空间就是集合{正面，反面}。如果投掷一个骰子，一個面朝上，那么样本空间就是{\displaystyle \{1,2,3,4,5,6\}}。 
有些实验有兩个或多个可能的样本空间。例如，从没有鬼牌的52张扑克牌中随机抽出一张，一个可能的样本空间是数字（A到K）（包括13个元素），另外一个可能的样本空间是花色（黑桃，红桃，梅花，方块）（包括4个元素）。如果要完整地描述一张牌，就需要同时给出数字和花色，这时的样本空间可以通过构建上述两个样本空间的笛卡儿乘积来得到。
在初等概率中，样本空间的任何一个子集都被称为一个事件。如果一个子集只有一个元素，那这个子集被称为基本事件。但當樣本空間大小是無限的時候，這個定義就不可行，因此要給出一個更準確的定義。只有可測子集才稱為事件，這些可測子集且要構成樣本空間上的σ-代数。然而這樣定義的重要性只是從理論上而言的，因為σ-代数在實際應用上可以定義為所有集的集合。
样本空间里可以进行加法运算，可以进行数乘（除）运算。
可以求平均值。

## 另見
- 概率空間